# Ängholmarna

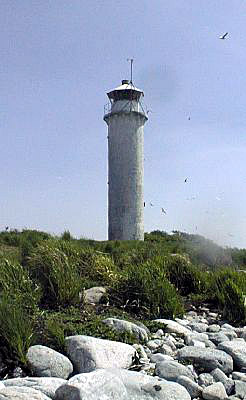
Ängholmarna: Lägerholmens fyr

Ängholmarna är Skånes enda skärgård. De består av ett tjugotal öar och kobbar vid kusten utanför Landön och Tosteberga i Kristianstads kommun. 
Öarna är låga ansamlingar av morän. Området präglas av en annat morfologiskt mönster än övriga Skåne. Här råder nordost-sydvästliga linjer, vilket beror på att gnejsens struktur dominerar över den i Skåne annars vanliga sprick- och förkastningsriktningen nordväst-sydost. Vegetationen består av örter och låga buskar. 
Ängholmarna är viktiga lokaler för måsar, trutar, tärnor och andra fågelarter. De flesta öarna är fågelskyddsområden med beträdnadsförbud under häckningstid. På Lägerholmen längst i öster gäller förbudet hela året.
På Lägerholmen finns sedan 1908 ett obemannat fyrtorn. På Rakö finns ett fritidshus, på Lindö en mindre stuga och på Kalvaholmen lämningar efter en husgrund. I övrig saknas bebyggelse. Ett par av öarna har använts som mål vid artilleriövningar på Rinkaby skjutfält i närheten.